# フロウソウ
フロウソウ (Climacium dendroides) は、イヌマゴケ目コウヤノマンネングサ科に属するコケ植物。植物体はヤシの木を小型にしたような外見をしている。

## 分布
日本を含む東アジア、ヨーロッパ、北米、ニュージーランドなどに分布する。

## 特徴
腐植土の上や岩上、湿った土壌の上などに生育する。主茎は直立し、特に湿った場所ではよく枝分かれすることもある。茎の高さは2-3cmまで伸長することもあるが、乾いた場所では茎の高さは短くなる。葉の長さは2-3.5mm。朔は長さ約3cmの朔柄の先につき、外朔歯にほぼ全面に乳頭を持つ。しかし朔をつくることは稀である。
染色体数はn=11。

## 近似種
同属のコウヤノマンネングサに似るが、コウヤノマンネングサの主茎は上部が湾曲し、枝端が細くなるなどの点で本種と区別できる。